# Palacio Episcopal de San Luis

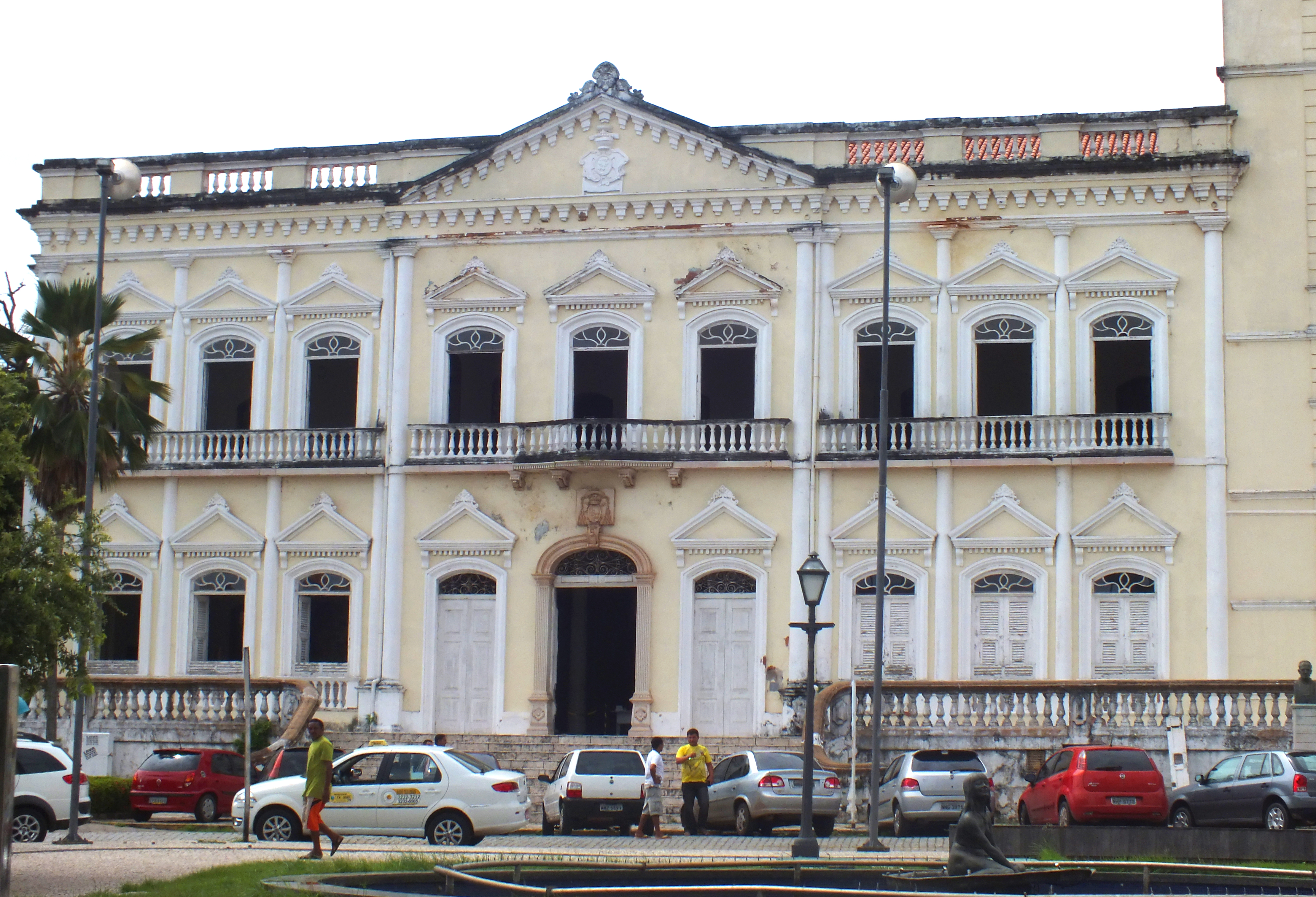
Fachada principal del Palacio Episcopal de San Luis.

El Palacio Episcopal de San Luis de Maranhão está ubicado en la plaza Pedro II, en el centro de la ciudad, al lado de la Catedral de Nuestra Señora de la Victoria. Con orígenes en el siglo XVII, es un importante monumento en el centro histórico de la ciudad, declarado Patrimonio de la Humanidad por la Unesco.

## Historia
Inicialmente, el local del palacio fue ocupado por el Colegio de Nuestra Señora de la Luz, edificado por la Compañía de Jesús a partir de 1627. El conjunto del colegio e iglesia jesuita fue siendo ampliado a lo largo del siglo XVII por la acción de figuras notables, como los padres António Vieira y João Felipe Bettendorf. Las obras fueron finalizadas en el último cuarto de ese siglo.
La historia de los jesuitas en Maranhão fue interrumpida en 1759, cuando ocurrió la expulsión de los jesuitas del Brasil colonia. La iglesia de la Compañía pasó a ser Catedral de San Luis y el edificio del colegio fue transformado en el palacio de los obispos. A mediados del siglo XIX el palacio estaba en estado de ruina y pasó por varias reformas, ganando la apariencia neoclásica que posee actualmente. Se destaca en el centro de la fachada el portal en piedra de lioz, con el blasón de la diócesis. Con la creación de la Arquidiócesis de San Luis, en 1922, el palacio pasó a ser despacho de los arzobispos de la ciudad.